# Chiesa di San Mauro (Baselga di Piné)
La chiesa di San Mauro è una chiesa cattolica situata a San Mauro, frazione del comune trentino di Baselga di Piné; è sussidiaria della parrocchiale di Santa Maria Assunta di Baselga e fa parte dell'arcidiocesi di Trento. Originaria pieve dell'altopiano di Piné, è uno degli edifici di culto più antichi della zona.

## Storia

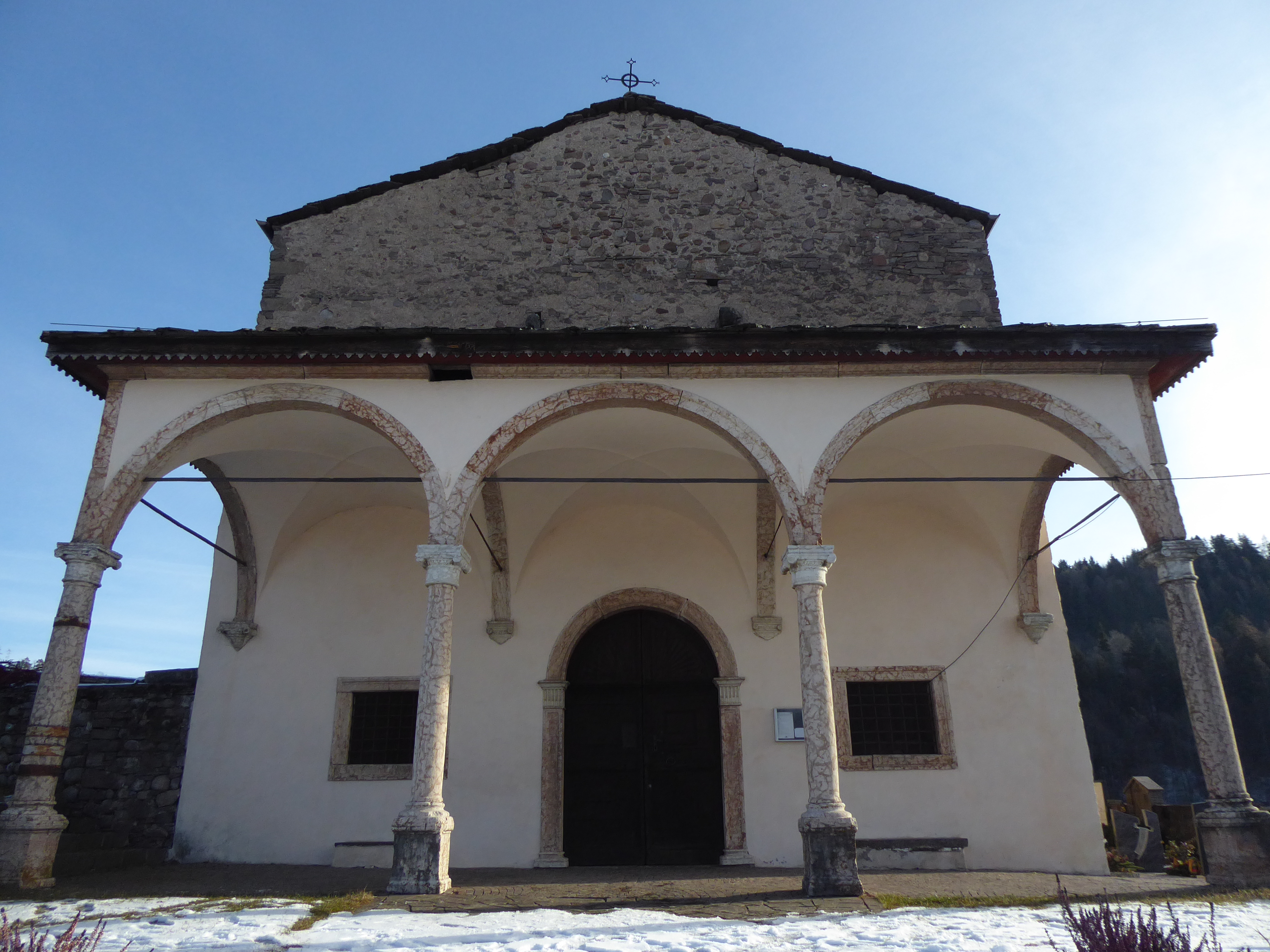
Facciata e porticato

La prima attestazione storica della chiesa risale al 1242, data di un documento in cui viene citato il plebano della plebis S. Mauri de Pinedo; la chiesa ebbe infatti la funzione di pieve per l'altopiano di Piné fino alla metà o alla fine del XV secolo, venendo soppiantata dalla vecchia chiesa di Santa Maria Assunta di Baselga e perdendo quindi d'importanza (secondo una tradizione fu preceduta in questa funzione della chiesa di Santo Stefano a Santo Stefano di Fornace).
Della prima chiesa sopravvive solamente il campanile, poiché l'edificio venne quasi totalmente ricostruito intorno al 1443; anche questa seconda struttura sopravvive solo nell'abside, poiché entro il 1502 essa venne parzialmente riedificata, modificando l'arco santo e costruendo una nuova navata più grande, a due campate; allo stesso periodo risalgono gli affreschi dell'interno, in parte attribuiti al bavarese Konrad Waider, che lavorò anche alla cappella di castel Thun.
La nuova navata venne prolungata di una campata, comportando quindi il rifacimento della facciata, tra il 1530 e il 1580, e nello stesso periodo venne probabilmente fatta anche la sagrestia. Nel 1596 venne rifatto il tetto, e nel 1602 venne aggiunto il portale in facciata. Da allora, l'edificio ha subìto soltanto interventi minori o conservativi: riparazioni al campanile e inserimento di barbacani di rinforzo (1646), rimaneggiamento del tetto (1683), riparazione delle bifore del campanile (1700), rafforzamento dei muri del portico (1733). Tra il 1979 e il 1982 è stato realizzato l'adeguamento liturgico, sopraelevando il presbiterio con una pedana in legno e arredandolo con mobili in legno, incluso l'altare verso il popolo.

## Descrizione

### Esterno

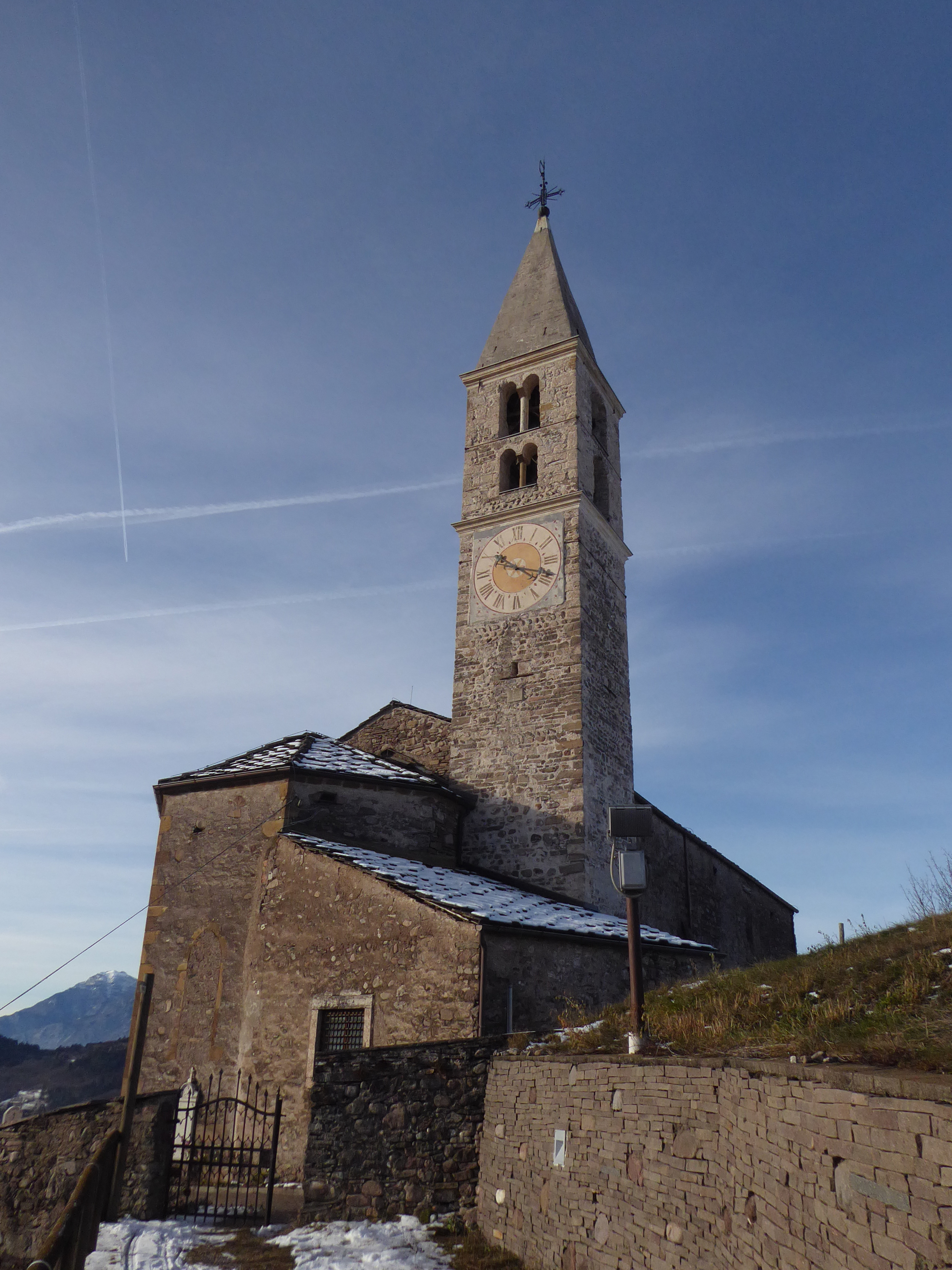
Retro della chiesa e campanile

La chiesa sorge sulla collina che sovrasta l'abitato di San Mauro, a 806 metri di quota, orientata verso est; l'ingresso è preceduto da un ampio sagrato con muri perimetrali in porfido, mentre sul lato destro e sul retro è circondata dal camposanto.
La facciata è a capanna, preceduta da un portico a tre campate con colonne a capitelli ionici, coperto da tre spioventi ricoperti in lastre di porfido; sotto al portico si aprono il portale d'ingresso e, ai suoi lati, due finestre rettangolari.
Accanto al presbiterio, sul lato sinistro, si eleva il campanile romanico, a base quadrata, con cella campanaria delimitata da cornicioni marcapiano aperta da due ordini di bifore, e terminante con una cuspide piramidale; ancora più dietro si trova la sagrestia. Il tetto è due falde sulla navata, e a padiglione sull'abside, e rivestito ovunque con lastre di porfido.

### Interno

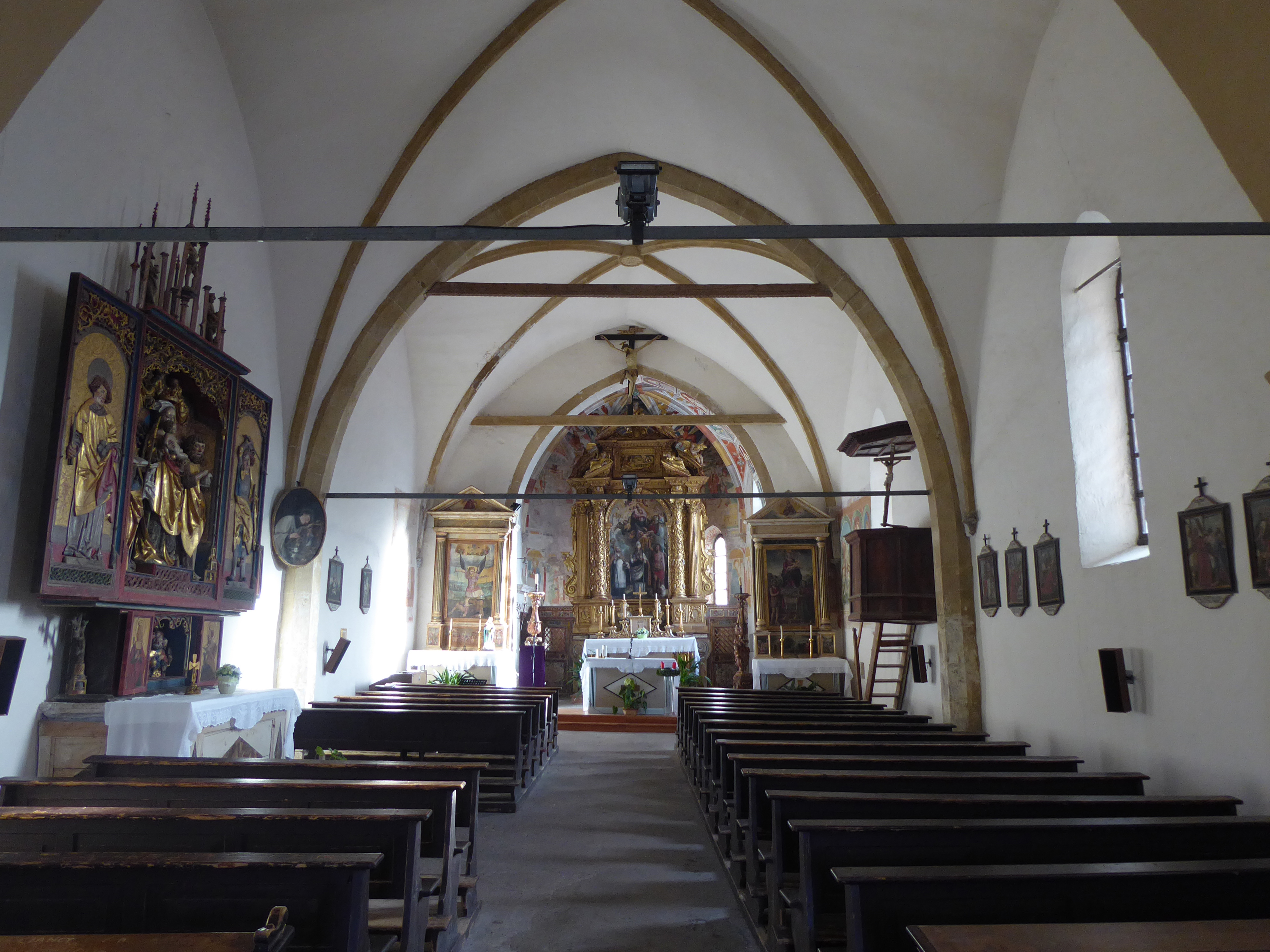
Interno

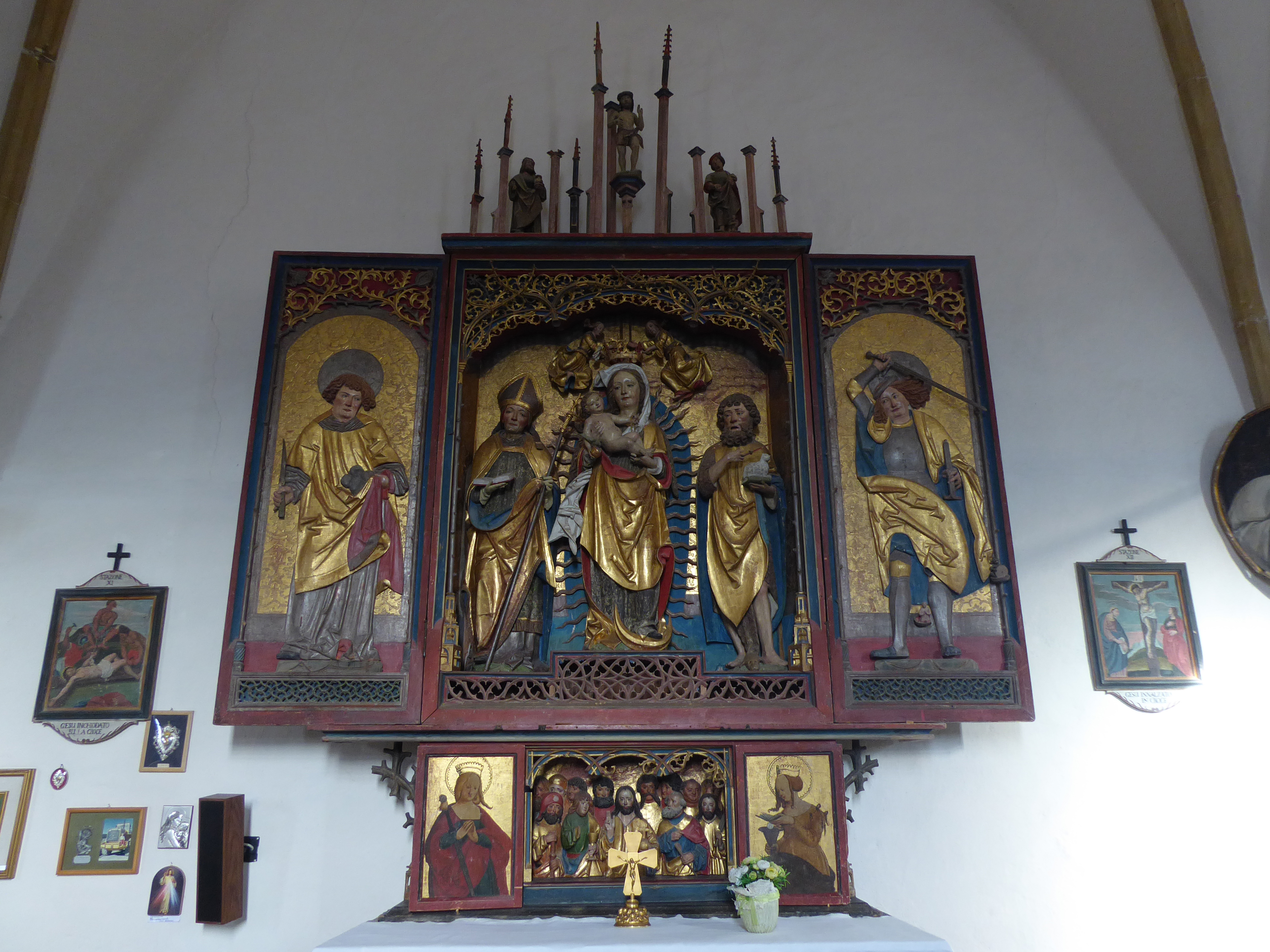
L'antico altare a portelle

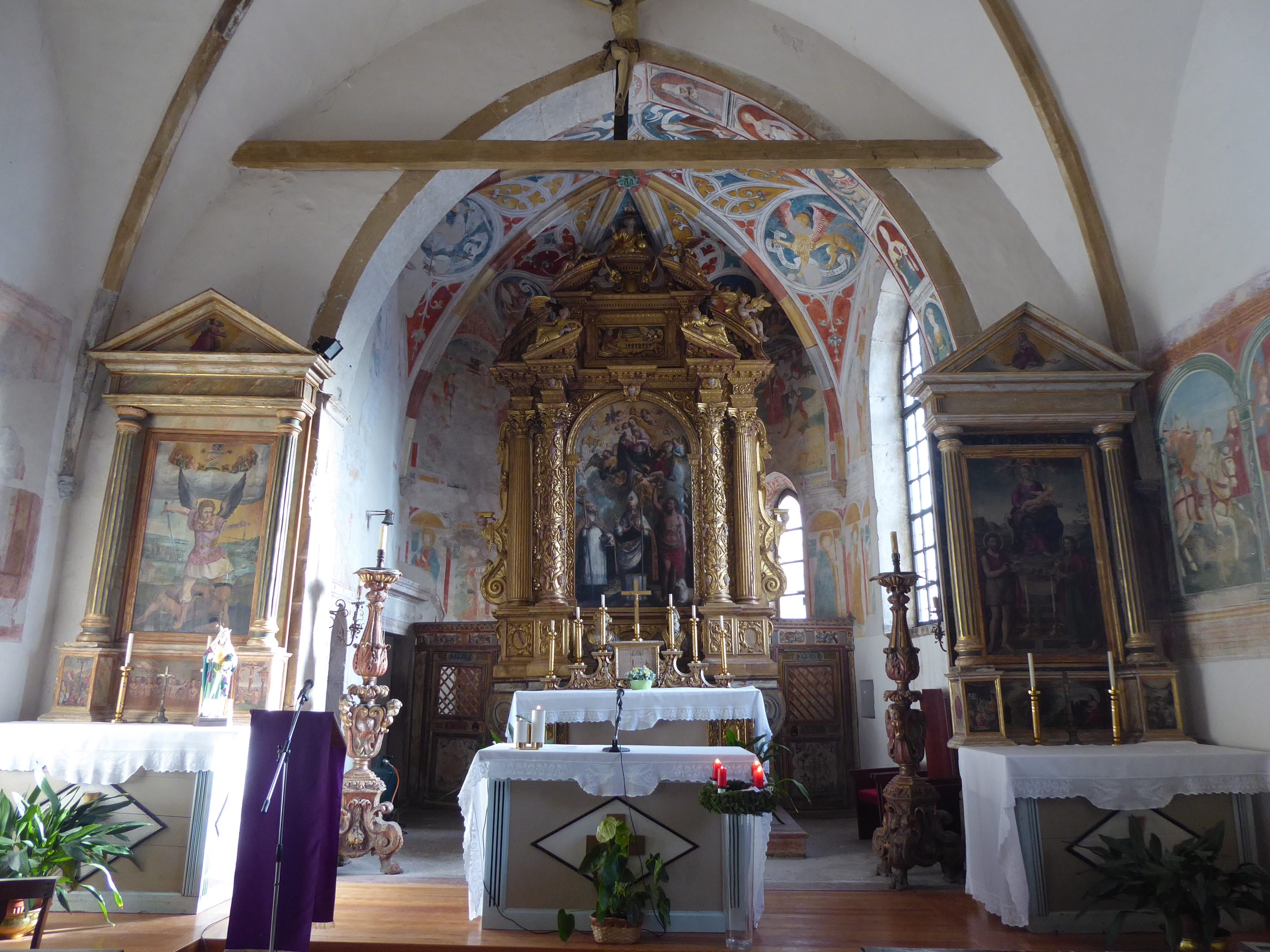
Presbiterio

L'interno è pavimentato in battuto di calce; è composto da un'unica navata, coperta da volte a crociera e suddivisa in tre campate da due archi traversali a sesto acuto poggianti su semipilastri (rettangolari per il primo e poliginali per il secondo).
L'arco santo, anch'esso a sesto acuto, precede il presbiterio con volta reticolata, terminante con abside poligonale. L'ambiente è illuminato da sei finestre: le due di controfacciata e altre cinque sul lato sinistro (una in ogni campata della navata, una nel presbiterio e una nell'abside); nel presbiterio è inoltre presente la porta per la sagrestia.
L'interno è in parte affrescato: dipinti murali si trovano sulla parete sinistra della campata più interna della navata, sull'intradosso dell'arco santo, nel presbiterio e infine nell'abside, dove si trova un ciclo tardo gotico ad opera di Konrad Waider.
Il tesoro più importante della chiesa è senza dubbio il trittico a portelle tardo gotico appoggiato contro la parete sinistra della navata, opera quattrocentesca in legno scolpito e dorato di probabile scuola bolzanina. Cuore dell'opera sono le tre sculture della Madonna Immacolata e dei santi Mauro e Giovanni Battista; le portelle raffigurano, all'interno, bassorilievi di santo Stefano (a sinistra) e san Michele (a destra), mentre le facce esterne si combinano in un'immagine dell'Annunciazione. La predella inferiore riporta al centro un gruppo scultoreo di Gesù Cristo con i dodici apostoli; le portelle raffigurano all'interno le sante Margherita d'Antiochia e Barbara, e all'esterno vari altri santi.
Nella chiesa sono conservate infine anche due tele di Paolo Naurizio (della famiglia Naurizio) e, nell'altare maggiore barocco, una pala del trentino Carlo Pozzi datata 1648.